# Boca do Inferno (Cascais)

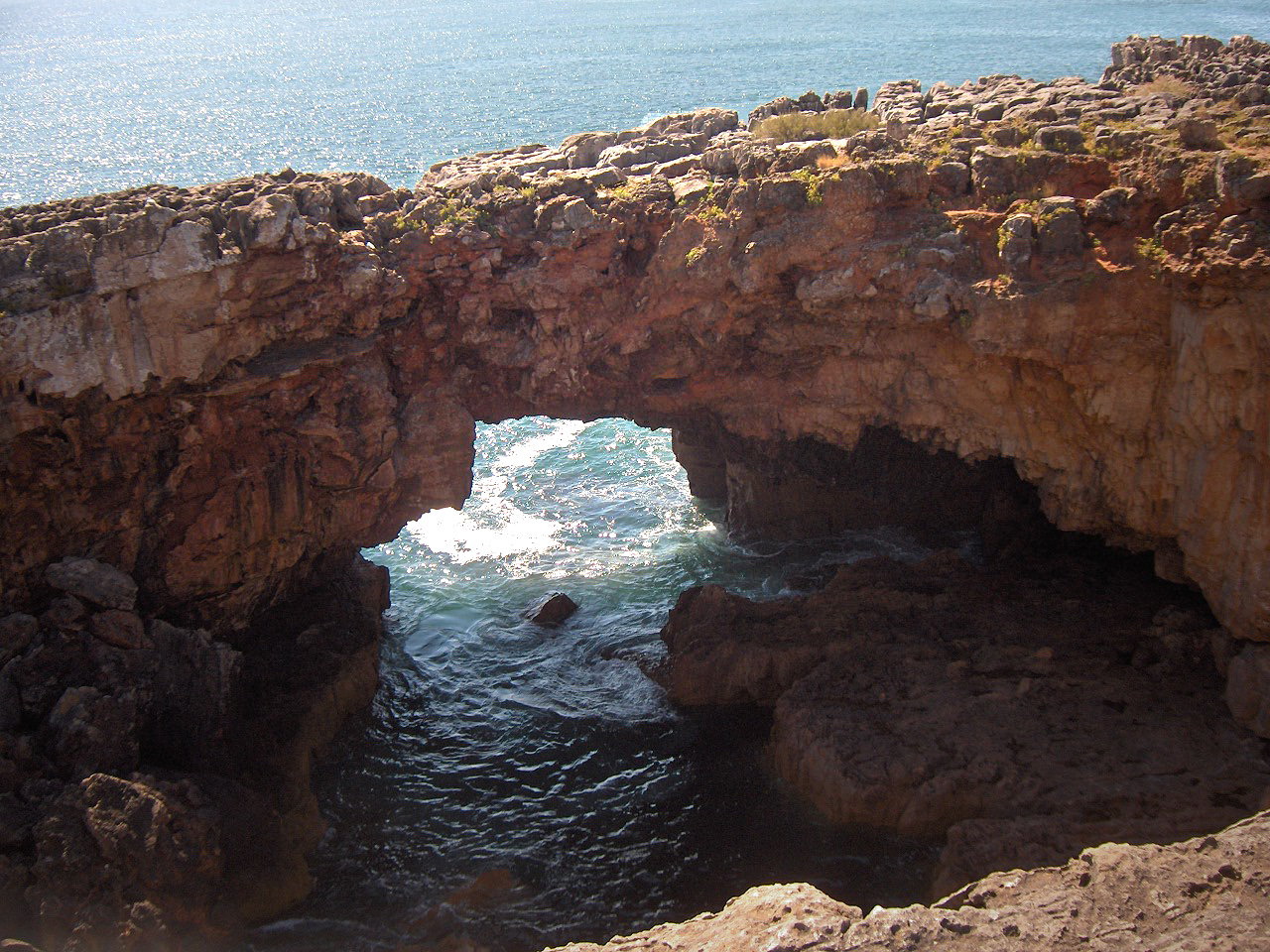
La scogliera di Boca do Inferno

Boca do Inferno (in italiano "Bocca dell'inferno") è una spaccatura che si trova sulla costa alla periferia della città portoghese di Cascais, nel Distretto di Lisbona.
Quando il mare è mosso, l'acqua che entra nelle fenditure della scogliera si infrange con forza sulle pareti rocciose e un soffio di acqua marina nebulizzata fuoriesce verso l'alto generando un suono roco, simile ad un gemito umano tanto suggestivo da rendere la Boca una popolare attrazione turistica.